# Сибирска плаворепка
Сибирска плаворепка (лат. Tarsiger cyanurus) је мала птица певачица која је раније била класификована као члан породице дроздова Turdidae, али се сада генерално сматра мухарицом Старог света, Muscicapidae. Сибирска плаворепка и сродне врсте, често се називају "chats".

## Таксономија
Име рода Tarsiger потиче од старогрчке речи tarsos, „равно стопало“ и латинске речи gerere, „носити“. Специфични епитет cyanurus такође потиче из грчког језика, а корени су kuanos, „тамноплав“, и oura, „реп“.
У прошлости се генерално сматрало да обухвата две подврсте, Tarsiger cyanurus cyanurus која се гнезди у северној Азији и Tarsiger cyanurus rufilatus која се гнезди у Хималајима, а сада се све више третира као монотипска, са Tarsiger cyanurus rufilatus издвојеним као засебна врста, хималајска плаворепка (Tarsiger rufilatus). Врста је такође позната под разним енглеским и научним називима у орнитолошкој литератури.
Врсту пекиншку плаворепку (Tarsiger albocoeruleus), распрострањену у северно-централној Кини, описао је Вилхелм Мајзе 1937. године. Обично се сматрала неважећом, све док је нису препознали Хадорам Ширихај и Ларс Свенсон 2018. године, иона је сада потпуна врста, по молекуларно филогенетској студији објављеној 2022. године. Карактеристичан је по генетици и вокализацији, али се само незнатно разликује по морфологији. Мужјаци врсте Tarsiger albocoeruleus имају плавији предњи суперцилијум и мање белу боју него код Tarsiger cyanurus.

## Опис
Сибирска плаворепка је 13-14 цм дугачка и 10-18 г тешка птица, сличне је величине и тежине као обична црвенрепка (Phoenicurus phoenicurus) и нешто мањи, виткије грађе од црвендаћа (Erithacus rubecula). Као што име говори, оба пола имају плави реп и сапницу, и наранџасто-црвене бокове; такође имају бело грло и сивкасто-бели доњи део тела, као и мали, танак црни кљун и витке црне ноге. Одрасли мужјак такође има тамноплави горњи део тела, док су женке и незрели мужјаци обично смеђи одозго, осим плаве сапнице и репа, и имају тамне груди. По понашању је сличан обичној црвенрепки, често маше репом на исти начин и редовно лети са места за хватање инсеката у ваздуху или на земљи. Мужјак пева свој меланхолични трилер са врхова дрвећа. Његово оглашавање је типичан звук „так“. Гнездо је изграђено на или близу земље, са 3-5 јаја која инкубира женка.

## Распрострањеност и станиште
Сибирска плаворепка је миграторна инсектоједа врста која се гнезди у мешовитим четинарским шумама са подрастом у северној Азији и североисточној Европи, од Финске на истоку преко Сибира до Камчатке и на југу до Јапана. Зимује углавном у југоисточној Азији, на Индијском потконтиненту, Хималајима, Тајвану и северној Индокини. Ареал гнежђења се полако шири ка западу кроз Финску (где се сада гнезди до 500 парова), и ретка је, али све већа луталица ка западној Европи, углавном ка Великој Британији. Такође је било неколико евиденција у Северној Америци, углавном на западној Аљасци, као и један на острву Сан Клементе код јужне обале Калифорније и један који је презимио на централној обали Калифорније у Санта Крузу, Калифорнија, 2023. године. Један је такође примећен у Њу Џерзију у децембру 2023. године.
Доња табела детаљно описује третмане усвојене у неким важнијим делима, по датуму објављивања (прво најновији):
| Публикација                             | Српско име                  | Научно име        | Таксономске напомене                                      |
| --------------------------------------- | --------------------------- | ----------------- | --------------------------------------------------------- |
| Стандардна листа IOC, верзија 2.5       | Сибирска плаворепка         | Tarsiger cyanurus | монотипски; искључује rufilatus                           |
| Collins Bird Guide                      | Сибирска плаворепка         | Tarsiger cyanurus |                                                           |
| Стандардна листа IOC, верзија 1         | Сибирска плаворепка         | Tarsiger cyanurus | политипски; укључује rufilatus                            |
| Клементсова контролна листа (6. издање) | Сибирска плаворепка         | Tarsiger cyanurus | политипски; укључује rufilatus                            |
| Птице Јужне Азије                       | Северна сибирска плаворепка | Tarsiger cyanurus | монотипски; руфилатус се одвојио                          |
| HBW                                     | Сибирска плаворепка         | Tarsiger cyanurus | политипски; укључује rufilatus, иако је предложена подела |
| Howard &amp; Moore (3. издање)          | Сибирска плаворепка         | Luscinia cyanura  | политипски; укључује rufilatus                            |
| Контролна листа OBC-а                   | Сибирска плаворепка         | Tarsiger cyanurus | политипски; укључује rufilatus                            |
| Howard &amp; Moore (2. издање)          | Сибирска плаворепка         | Tarsiger cyanurus | политипски; укључује rufilatus                            |
| BWP                                     | Сибирска плаворепка         | Tarsiger cyanurus | политипски; укључује rufilatus                            |
| Voous                                   | Сибирска плаворепка         | Tarsiger cyanurus | политипски; укључује rufilatus                            |